# Soriguera
Soriguera è un comune spagnolo di 325 abitanti situato nella comunità autonoma della Catalogna.